# Dave Schildkraut
David „Dave“ Schildkraut (* 7. Januar 1925 in New York; † 1. Januar 1998) war ein US-amerikanischer Jazz-Altsaxophonist des Bebop und Modern Jazz. Bekannt wurde er durch die „Walkin’“-Session von Miles Davis 1954.

## Leben und Wirken
Dave Schildkrauts berufliche Musikerkarriere begann 1941 bei Louis Prima, ab 1946 spielte er mehrere Male mit Buddy Rich, 1947 mit Anita O’Day. Mit der Stan-Kenton-Band tourte er 1953 durch Europa. Es schlossen sich Engagements bei Pete Rugolo (1954), Oscar Pettiford (1954), George Handy (1955) und 1959 wieder bei Stan Kenton an. Zu Beginn der 1960er Jahre leitete er ein Quartett in New York City und arbeitete dort freischaffend zum Beispiel mit Eddie Bert im West End Cafe. Er spielte außerdem Platten mit Tony Aless, Eddie Bert, Ralph Burns, George Handy, Kenton, Tito Puente und Johnny Richards ein. Am bekanntesten sind aber seine Aufnahmen mit Miles Davis, die auf der Platte Walkin’ erschienen: Die Titel Solar, Love Me or Leave Me  und You Don’t Know What Love Is wurden am 29. April 1954 von Davis, Schildkraut, Horace Silver (p), Percy Heath (b) und Kenny Clarke (dr) aufgenommen.
Schildkrauts Spiel war flüssig und elegant bis brillant und im Bebopstil gehalten. In einem Blindfold-Test des Down Beat Magazin mit seinem Solo auf Solar verwechselte Charles Mingus ihn sogar mit Charlie Parker.
2000 veröffentlichte das Label Endgame Records sein einziges Album als Leader unter eigenem Namen, Last Date (1979, mit Bill Triglia).

## Diskografie
- Miles Davis: Walkin’ (Prestige/OJC, 1954) oder The Complete Prestige Recordings (Prestige/OJC, 1951–56)
- Tito Puente: Planet Jazz (RCA, 1957)